# Abdellah Taïa

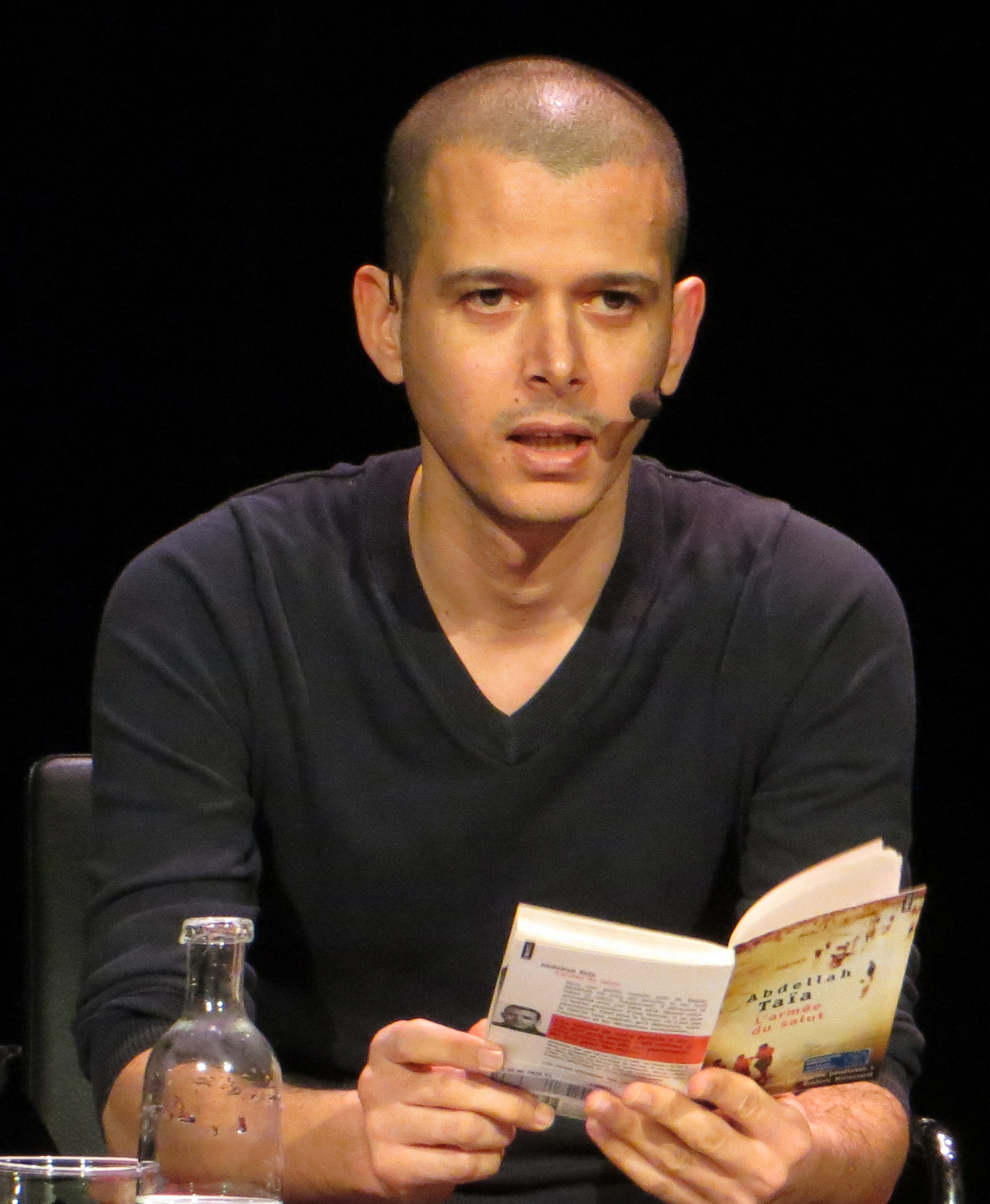
Abdellah Taïa (2013)

Abdellah Taïa (arabisch عبد الله الطايع, DMG ʿAbd Allāh aṭ-Ṭāyaʿ; geboren am 8. August 1973 in Salé) ist ein offen schwuler marokkanischer Schriftsteller, Journalist und Filmemacher, der seit 1999 im selbst gewählten Exil in Paris lebt.

## Leben und Werk
Taïa wuchs als eines von neun Kindern in seiner Geburtsstadt auf. Durch seinen Vater, Hausmeister an der Stadtbibliothek von Rabat, wurde er mit der Literatur bekannt. Als Teenager hatte Taïa seine ersten schwulen Erfahrungen, die ihn auch mit dem Machismo in der marokkanischen Gesellschaft konfrontierten. Durch ein Studiensemester in Genf erhielt er 1998 die Gelegenheit, Marokko zu verlassen.
2006 bekannte er sich in einem Interview mit Tel Quel, einem marokkanischen Politmagazin, als erster marokkanischer Schriftsteller zu seiner Homosexualität, was zu massiven Anfeindungen in seinem Heimatland führte.
Taïas Bücher berichten nicht nur von seinem Leben als schwuler Mann in einer schwulenfeindlichen Umgebung, sondern reflektieren auf autobiografischem Hintergrund auch die gesellschaftlichen Erfahrungen der in den 1980er- und 1990er-Jahren in Marokko aufgewachsenen Generation.
Taïa arbeitet auch als Journalist, unter anderem für Le Monde und The Guardian, und hat sich publizistisch stark für den Arabischen Frühling engagiert.
Mit seinem Debütfilm „L’armée du salut“, einer freien Adaption seines gleichnamigen Romans, hat sich Taïa im Herbst 2013 auf dem Filmfestival von Venedig auch als Filmemacher vorgestellt.

## Auszeichnungen
- 2010: Prix de Flore für Le jour du Roi
- 2014: Festival d’Angers: Grand Prix du Jury für L’armée du salut
- 2014: Outfest Los Angeles: Special Programming Award for Artistic Achievement für L’armée du salut
- 2014: Durban International Film Festival: Award for Best First Feature Film für L’armée du salut
- 2019: Besondere Erwähnung („Mention spéciale“) der Jury beim Prix du roman gay für La vie lente

## Werke (Auswahl)
- Mon Maroc, Erzählung. Séguier, 2000
- Le rouge du Tarbouche, Roman. Séguier, 2005
- L’armée du salut, Roman. Seuil, 2006
- Maroc 1900–1960, un certain regard. Actes Sud, 2007 (mit Frédéric Mitterrand)
- Une mélancolie arabe, Roman. Seuil, 2008
- Lettres à un jeune Marocain. Seuil, 2009
  - dt.: Briefe an einen jungen Marokkaner. Aus dem Französischen von einem Autorenkollektiv der Universität Wien unter der Leitung von Margret Millischer. Passagen Verlag, Wien 2013
- Le jour du Roi, Roman. Seuil, 2010
  - dt.: Der Tag des Königs, Roman. Aus dem Französischen von Andreas Riehle. Suhrkamp, Berlin 2012, ISBN 978-3-518-42295-3;[6] als Broschur: Suhrkamp, Berlin 2020, ISBN 978-3-518-24251-3
- Infidèles, Roman. Seuil, 2012
- Un pays pour mourir, Roman. Seuil, 2015
- Arabs Are No Longer Afraid – Texts On A Revolution Underway, politische Essays. Ins Englische übersetzt von Noura Wedell. Semiotext(e), 2015
- Celui qui est digne d'être aimé, Roman. Seuil, 2017, ISBN 978-2-02-134307-6
- Un jour je partirai. Theaterstück, aufgeführt beim Festival d’Avignon 2018
- La vie lente, Roman. Seuil, 2019
- Vivre à ta lumière, Roman. Seuil, 2022
- Le Bastion des larmes, Roman. Julliard, 2024

## Filme
- L’armée du salut (engl. Salvation Army), 2013.